# Explains It All
Explains It All è un cover album del gruppo musicale easycore/pop punk Four Year Strong. L'album è stato pubblicato il 21 luglio 2009 sotto l'etichetta I Surrender/Dacaydance.

## Tracce
1. So Much for the Afterglow – 2:50
2. Absolutely (Story of a Girl) – 2:55
3. Ironic – 2:48
4. Bullet with Butterfly Wings (feat. Keith Buckley) – 3:04
5. Semi-Charmed Life – 3:29
6. Spiderwebs/This Love – 3:03
7. Roll to Me – 2:26
8. Fly (feat. Travie McCoy) – 3:48
9. In Bloom – 3:34
10. She Really Loved You – 2:00
11. She's So High – 3:20

## Formazione
- Dan O'Connor – voce, chitarra
- Alan Day – voce, chitarra
- Joe Weiss – basso
- Jackson Massucco – batteria, percussioni
- Josh Lyford – sintetizzatori